# Никодим (Горенко)
Митрополит Никоди́м (в миру Виктор Васильевич Горенко; род. 26 февраля 1972, Залесье, Киевская область) — архиерей Украинской православной церкви (Московского патриархата), митрополит Житомирский и Новоград-Волынский.

## Биография
Родился 26 февраля 1972 года в селе Залесье Чернобыльского района Киевской области, впоследствии его семья переехала в Чернобыль. После смерти жены в 1980 году отец женился вторично, и семья переехала на постоянное местожительство в город Чернобыль.
В 1986 году после аварии на ЧАЭС был эвакуирован в Кривой Рог.
В 1987 году поступил в Криворожское музыкальное училище, которое закончил в 1991 году по специальности учителя музыки и пения.
С 1991 по 1993 год проходил срочную службу в армии.
С 1995 года нёс послушание в Киево-Печерской лавре, а с июля 1996 — у епископа Владимир-Волынского Симеона (Шостацкого).
14 декабря 1996 года епископом Симеоном был рукоположён в сан диакона и назначен в клир Успенского кафедрального собора Владимира-Волынского.
В 1998 году поступил на заочный сектор в Киевскую духовную семинарию.
10 декабря 1998 года возведен в сан протодиакона.
3 июня 2001 года в Успенском кафедральном соборе Владимира-Волынского епископом Симеоном рукоположён в сан священника.
В 2002 году окончил Киевскую духовную семинарию и поступил в Киевскую духовную академию.
2 марта 2002 года епископом Вышгородским Павлом (Лебедем) был совершён его монашеский постриг с наречением имени Никодим в честь святого праведного Никодима, тайного ученика Иисуса Христа.
19 мая 2002 года митрополитом Киевским и всея Украины Владимиром (Сабоданом) возведён в сан игумена.
21 ноября 2002 награждён крестом с украшениями.
24 сентября 2003 года им же возведён в сан архимандрита.
27 августа 2006 года был назначен на пост секретаря Владимир-Волынской епархии.
31 мая 2007 года постановлением Священного Синода Украинской Православной Церкви определён епископом Шепетовским и Славутским.
3 июня 2007 года в Синодальном зале Киевской митрополии был наречён во епископа.
4 июня 2007 года в Трапезном храме Киево-Печерской Лавры состоялась его архиерейская хиротония, которую совершили: Митрополит Киевский и всея Украины Владимир (Сабодан), митрополит Одесский и Измаильский Агафангел (Саввин), митрополит Оренбургский и Бузулукский Валентин (Мищук), митрополит Луганский и Алчевский Иоанникий (Кобзев), митрополит Черновецкий и Буковинский Онуфрий (Березовский), митрополит Луцкий и Волынский Нифонт (Солодуха), архиепископ Сумской и Ахтырский Марк (Петровцы), архиепископ Ровенский и Острожский Варфоломей (Ващук), архиепископ Тернопольский и Кременецкий Сергий (Генсицкий), архиепископ Овручский и Коростенский Виссарион (Стретович), архиепископ Львовский и Галицкий Августин (Маркевич), архиепископ Сарненский и Полесский Анатолий (Гладкий), архиепископ Владимир-Волынский и Ковельский Симеон (Шостацкий), архиепископ Криворожский и Никопольский Ефрем (Кицай), архиепископ Вышгородский Павел (Лебедь), архиепископ Белоцерковский и Богуславский Митрофан (Юрчук), архиепископ Житомирский и Новоград-Волынский Гурий (Кузьменко), епископ Почаевский Владимир (Мороз), епископ Бельский Григорий (Харкевич) (Польская Православная Церковь), епископ Шаргородский Пантелеимон (Бащук), епископ Васильковский Лука (Коваленко), епископ Белгород-Днестровский Алексий (Гроха) и епископ Бориспольский Антоний (Паканич).
10 июня 2007 года на внеочередном заседании Священного Синода Украинской Православной Церкви назначен управляющим Владимир-Волынской епархией.
14 июня 2011 года переведён на Житомирскую кафедру.
22 апреля 2012 года в храме преподобных Антония и Феодосия Печерских Киево-Печерской лавры митрополитом Киевским Владимиром (Сабоданом) возведён в сан архиепископа.
28 июля 2017 года митрополитом Киевским Онуфрием за литургией в День крещения Руси в Киево-Печерской лавре возведён в сан митрополита.